# Whitman (Washington)
Whitman az Amerikai Egyesült Államok északnyugati részén, Washington állam Walla Walla megyéjében elhelyezkedő önkormányzat nélküli település.
Whitman postahivatala 1870 és 1875 között működött. A település névadója Marcus Whitman misszionárius.

## Fordítás
- Ez a szócikk részben vagy egészben  a   Whitman, Washington című angol Wikipédia-szócikk ezen változatának fordításán alapul.  Az eredeti cikk szerkesztőit annak laptörténete sorolja fel. Ez a jelzés csupán a megfogalmazás eredetét és a szerzői jogokat jelzi, nem szolgál a cikkben szereplő információk forrásmegjelöléseként.